# Okres Berettyóújfalu
Okres Berettyóújfalu (maďarsky Berettyóújfalui járás) se nachází v Maďarsku v župě Hajdú-Bihar. Jeho správním centrem je město Berettyóújfalu.

## Sídla
V okrese se nachází celkem 25 měst a obcí:
| - Bakonszeg - Bedő - Berekböszörmény - Berettyóújfalu - Biharkeresztes - Bojt - Csökmő - Darvas - Furta - Gáborján - Hencida - Komádi - Körösszakál - Körösszegapáti - Magyarhomorog - Mezőpeterd - Mezősas - Nagykereki - Szentpéterszeg - Told - Újiráz - Váncsod - Vekerd - Zsáka |